# Carcelia polyvalens
Carcelia polyvalens là một loài ruồi trong họ Tachinidae.